# Tina isoneura
Tina isoneura är en kinesträdsväxtart som beskrevs av Ludwig Radlkofer och Choux. Tina isoneura ingår i släktet Tina och familjen kinesträdsväxter. Inga underarter finns listade i Catalogue of Life.